# Константин Бонев
Константин Борисов Бонев е български лекар, участник в Руско-турската война (1877-1878), опълченец в Българското опълчение.

## Биография
Константин Бонев е роден през 1837 г. в Търново. Емигрира в Русия. Участва като доброволец в Кримската война. Повишен е във военно звание капитан. През 1866 г. завършва медицина в Москва. Работи като лекар в гр. Подолск. Военен лекар - доброволец в Сръбско-турската война / 1876 / в корпуса на генерал Михаил Черняев.
При подготовката на Руско-турската война (1877-1878) постъпва в Българското опълчение. Назначен е за негов старши лекар и лекар на I - а Опълченска дружина / 18 април 1877 г. /. Участва във всички действия на Българското опълчение. Награден е с Орден „Свети Станислав“ II ст., Орден „Света Ана“ II ст., и Орден „Свети Владимир“ IV ст. Подполковник / 1877 /.
След войната участва в създаването на Българската армия. Основоположник на военната медицина в България, член на Медицинския съвет към правителството на България. Началник на Военномедицинската служба на Българската войска / 1880 - 1882 /. Умира през 1882 г. на 45 години.